# Grande colonnade de Palmyre
La grande colonnade de Palmyre est la principale avenue à colonnade de la cité antique de Palmyre dans le désert syrien. Longue de 1 100 m, la grande colonnade joint le temple de Bêl (au sud-est), à l'arc tétrapyle où elle s'infléchit pour rejoindre le temple funéraire (à l'ouest).

## Histoire
Vers l'an 158, après une visite d'Hadrien en 129, est entrepris de nombreux travaux dans la cité dont l'édification de la première section de la grande colonnade. 
La colonnade est endommagée durant la guerre civile syrienne, et notamment au moment où elle est occupée par l'organisation État islamique entre les mois de mai 2015 et mars 2016. Cependant, une grande partie reste intacte[réf. souhaitée].

## Description

### Sections
La colonnade est constituée de trois sections qui ont été construites tout au long des IIe et IIIe siècles. La section occidentale de la colonnade, dont la construction débute environ en 129, est la plus ancienne ; elle rejoint la porte ouest de la cité et le temple funéraire à l'arc tétrapyle. La section orientale de la colonnade s'étire de l'Arc monumental de Palmyre situe face au temple de Nabû, à l'entrée du temple de Bêl. La section du milieu est la plus récente et sert à joindre les deux autres sections qui étaient séparées, elle rencontre la section occidentale à l'arc tétrapyle et l'orientale à l'Arc monumental .

#### Section occidentale
La section occidentale est la première à être construite. Les inscriptions trouvées sur certaines colonnes confirment que les travaux ont commencé en 158 de notre ère. Cette avenue en ligne droite court dans une direction nord-ouest/sud-est et s'étend sur une longueur de 500 mètres. Elle est la plus longue des 3 sections. Cette grande avenue est d'une largeur de 11,7 mètres et les trottoirs y font 7 mètres. La destination finale de cette section, la porte ouest, est construite à la fin du IIe siècle. La grande colonnade rejoint en angle droit, au niveau du temple funéraire, une colonnade transversale qui s'étend jusqu'à la porte de Damas au sud de la cité.

#### Section orientale

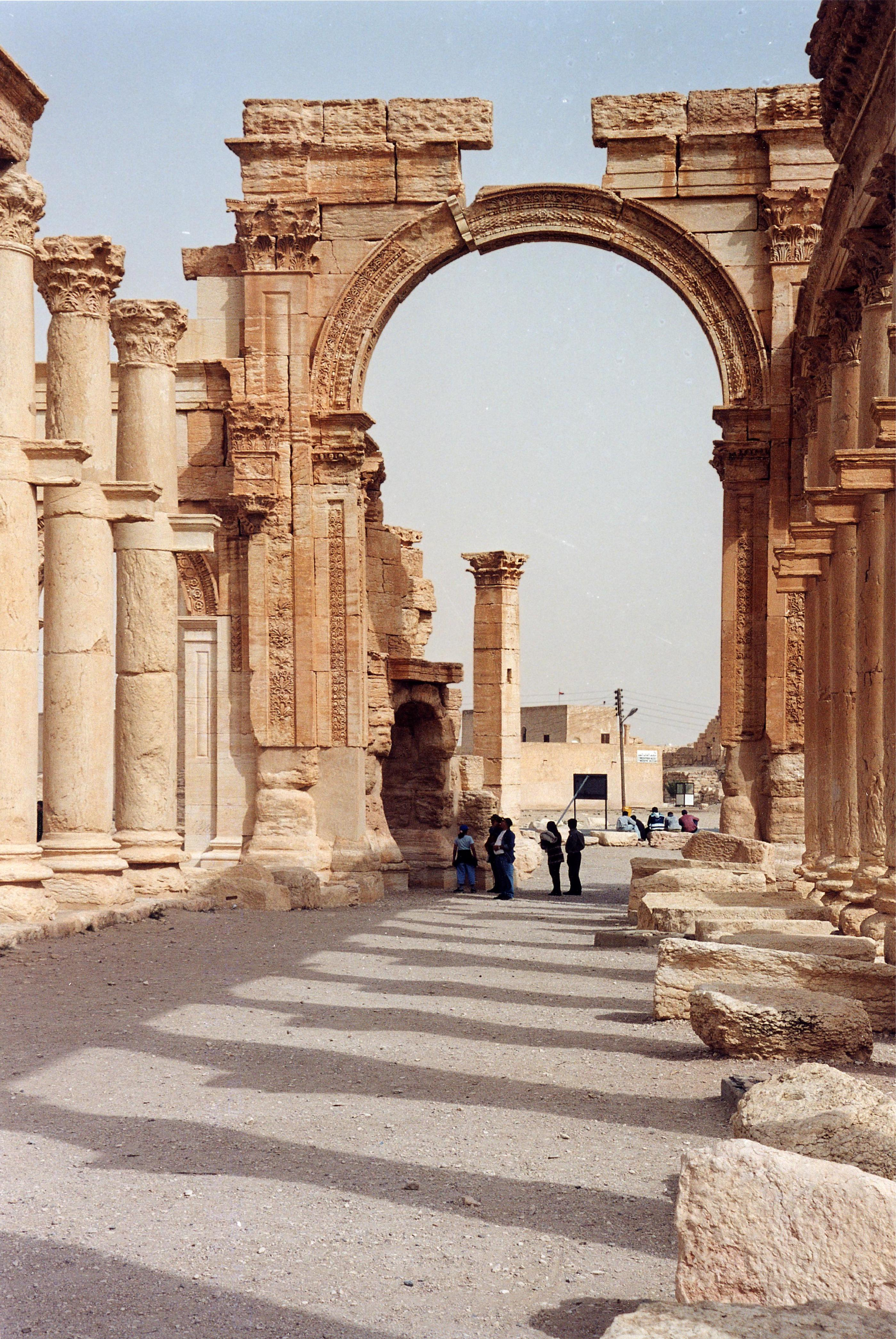
Le Grande colonnade et l'Arc monumental.

La section orientale de la grande colonnade commence à l'Arc monumental de Palmyre et s'étend jusqu'au propylée du temple de Bêl. Les travaux sur cette partie de la colonnade commencent après l'achèvement du propylée en 175 et s'achève au début du IIIe siècle. Cette section de la colonnade est la plus large avec une largeur uniforme de 22,7 mètres pour l'avenue principale et 6,7 mètres pour les trottoirs. Un nymphée est ajouté à cette section de la grande colonnade entre les temples de Baal et de Nabû.

#### Section centrale
La section centrale, s'étendant depuis l'est vers l'ouest, a été construite pour rejoindre les deux sections antérieurement achevées. Les travaux sur cette avenue centrale commencent au début du IIIe siècle et débute à l'Arc monumental, où il rejoint la section orientale de la colonnade. Cette section s'étend jusqu'au grand arc tétrapyle où il rencontre la section occidentale de colonnade sur une place ovale. La section centrale inclut également le portique rendant aux thermes. Cette partie de la colonnade devient la plus importante avec ses différents bâtiments publics, dont le cæsareum, le théâtre, les thermes et le temple de Nabû. La largeur de l'avenue varie de 14 mètres, à son endroit le plus large près de l'arc tétrapyle, à 10 mètres quand il atteint l'Arc monumental. Les trottoirs ont également une largeur variable oscillant entre 6,3 et 7 mètres pour celui du nord et entre 6,8 et 8,95 mètres pour celui du sud.
Un angle du téménos du temple de Nabû est démoli afin de permettre à la section centrale de former une ligne droite ininterrompue en direction de l'Arc monumental, depuis l'ouest et afin de permettre un accès plus large à la section menant au temple de Bêl.

### Colonnes

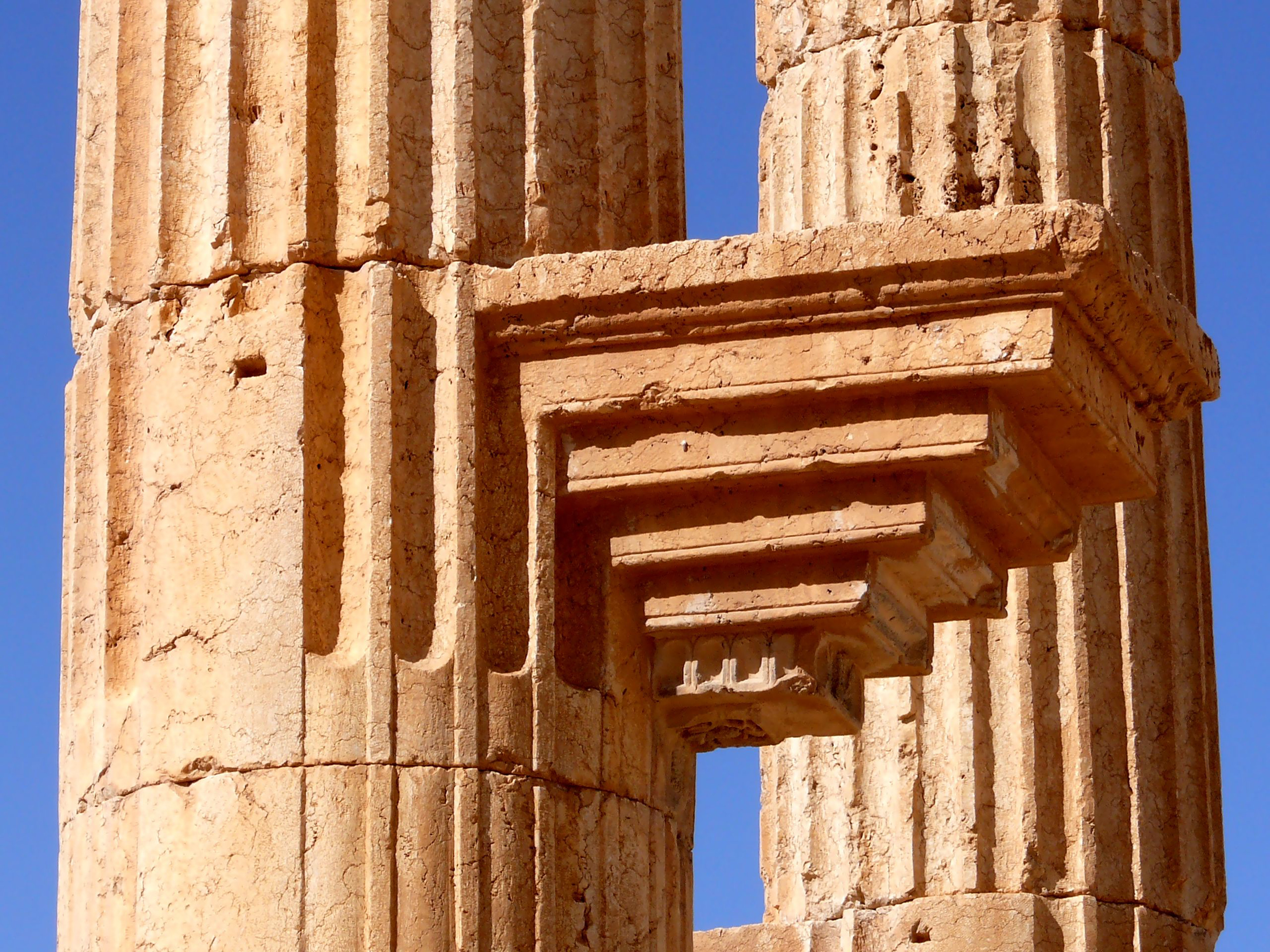
Un support fixé sur l'une des colonnes de la colonnade.

Les plus anciennes colonnes de l'avenue, spécialement celles de la section occidentale, sont construites en utilisant la méthode de construction classique de l'opus emplectum (en). Les colonnes sont constituées de 6 à 8 petits segments. Cette technique est progressivement remplacée dans la décennie 220 par ce que Marek Barański appelle l'opus Palmyrenum. Cette nouvelle technique, vue dans la section centrale et orientale de la grande colonnade, utilise trois longs segments plutôt que de courts. Cette technique permet une construction significativement plus rapide pour l'époque.
Les colonnes corinthiennes ont été construites avec des supports décorés qui dévoilent des inscriptions dédicatoires. Les supports étaient utilisés pour soutenir des statues de bronze représentant d'importantes personnalités. Des inscriptions dédicatoires à la destination de Zénobie et Odénat datées entre 257 et 267 sont découvertes sur les colonnes placées devant le théâtre.

## Galerie de photographies

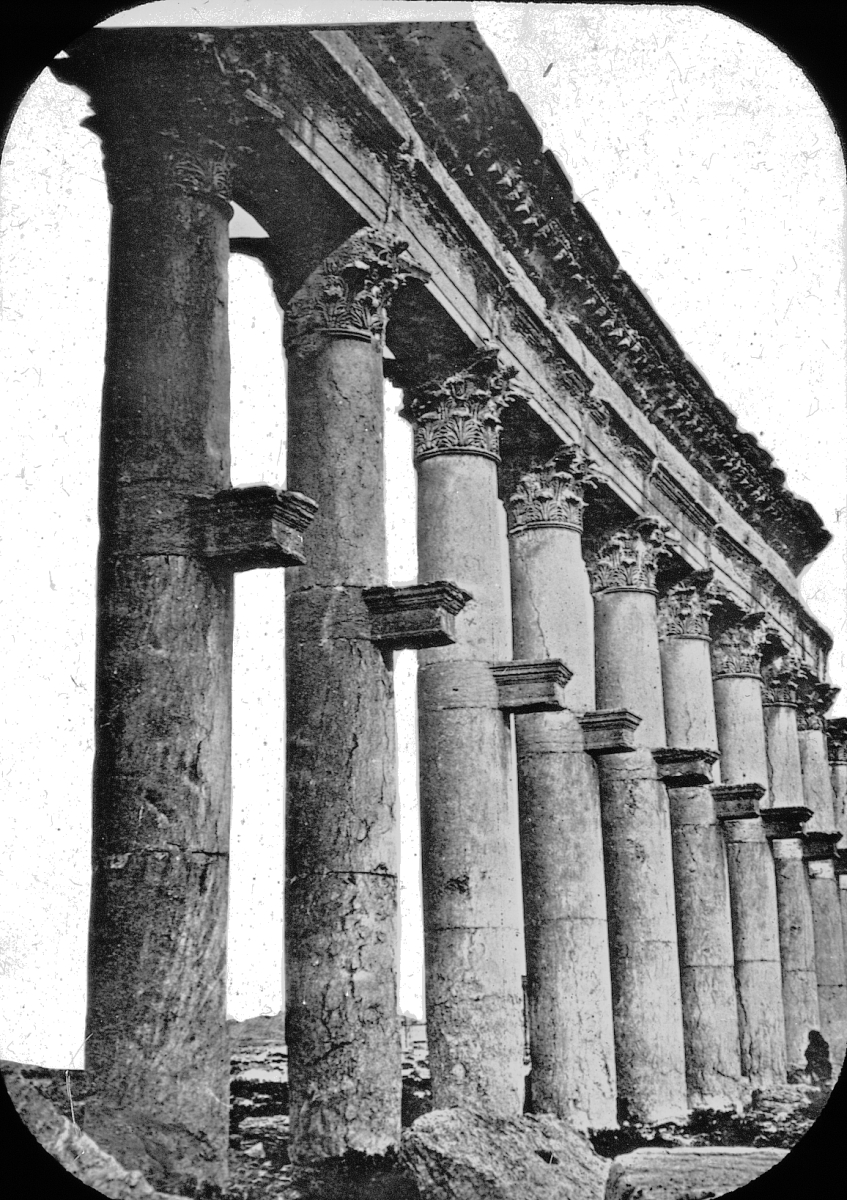
Photographie historique de la colonnade, antérieure à 1923 (archives du Brooklyn Museum).
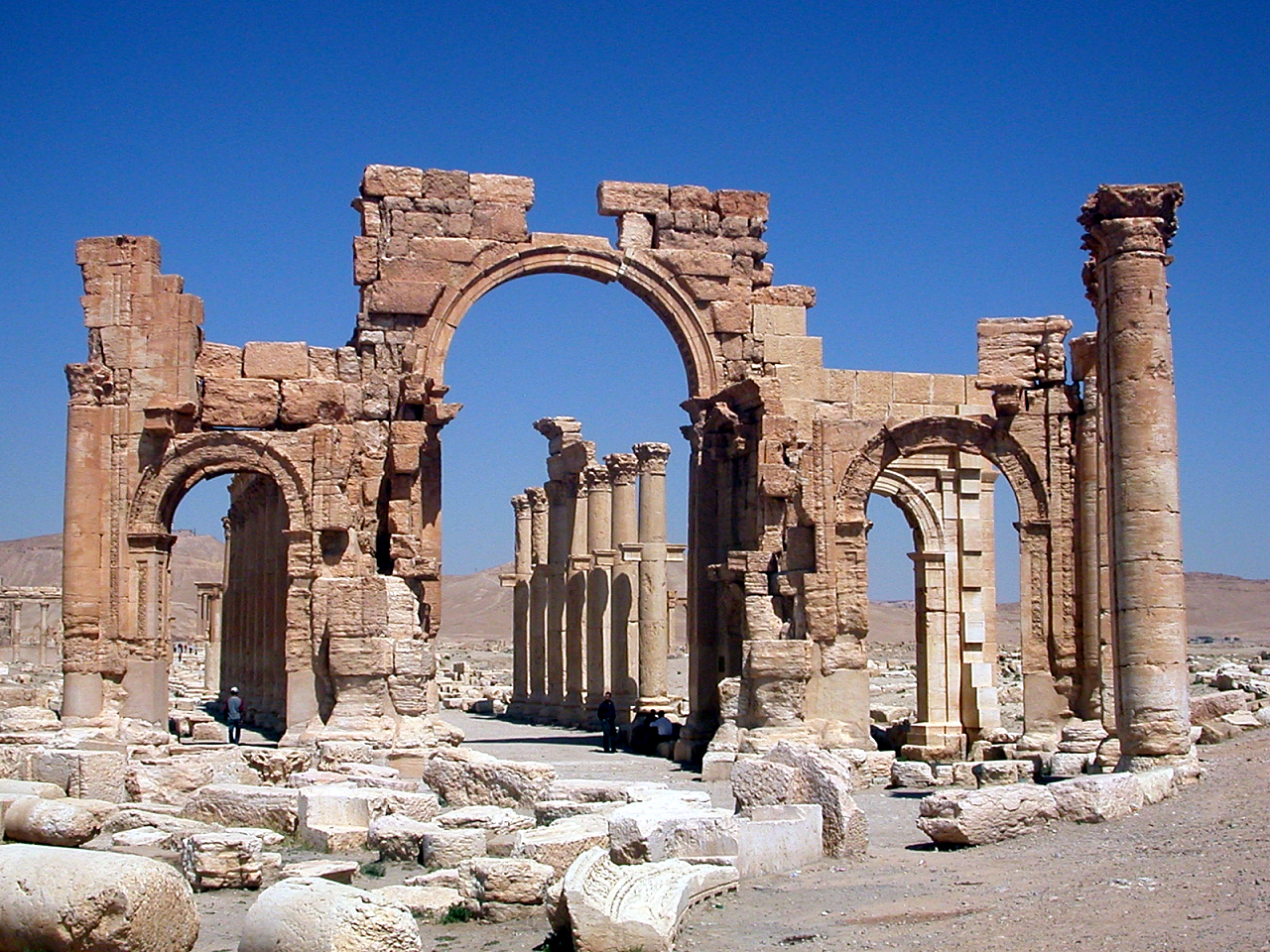
La porte monumentale de Palmyre, point de jonction entre les parties centrale et orientale de la grande colonnade.
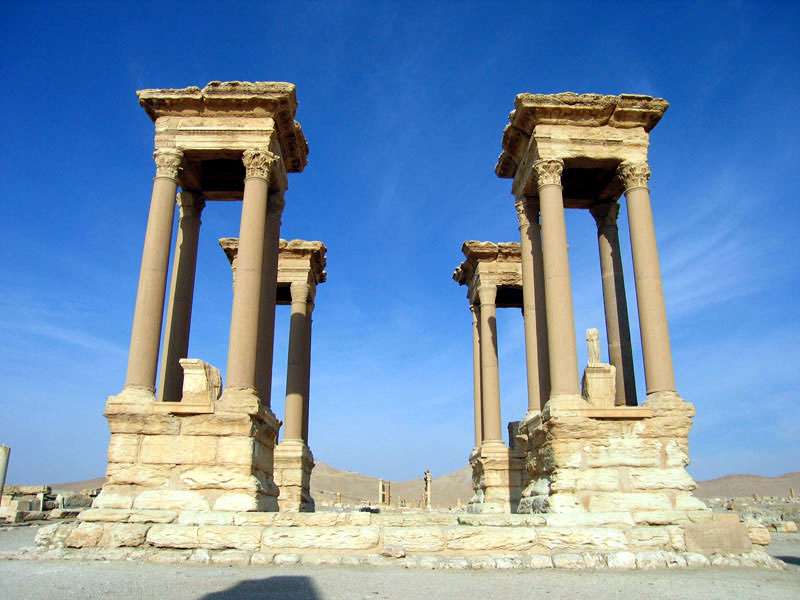
L'arc tétrapyle, point de jonction entre les parties centrale et occidentale de la colonnade.
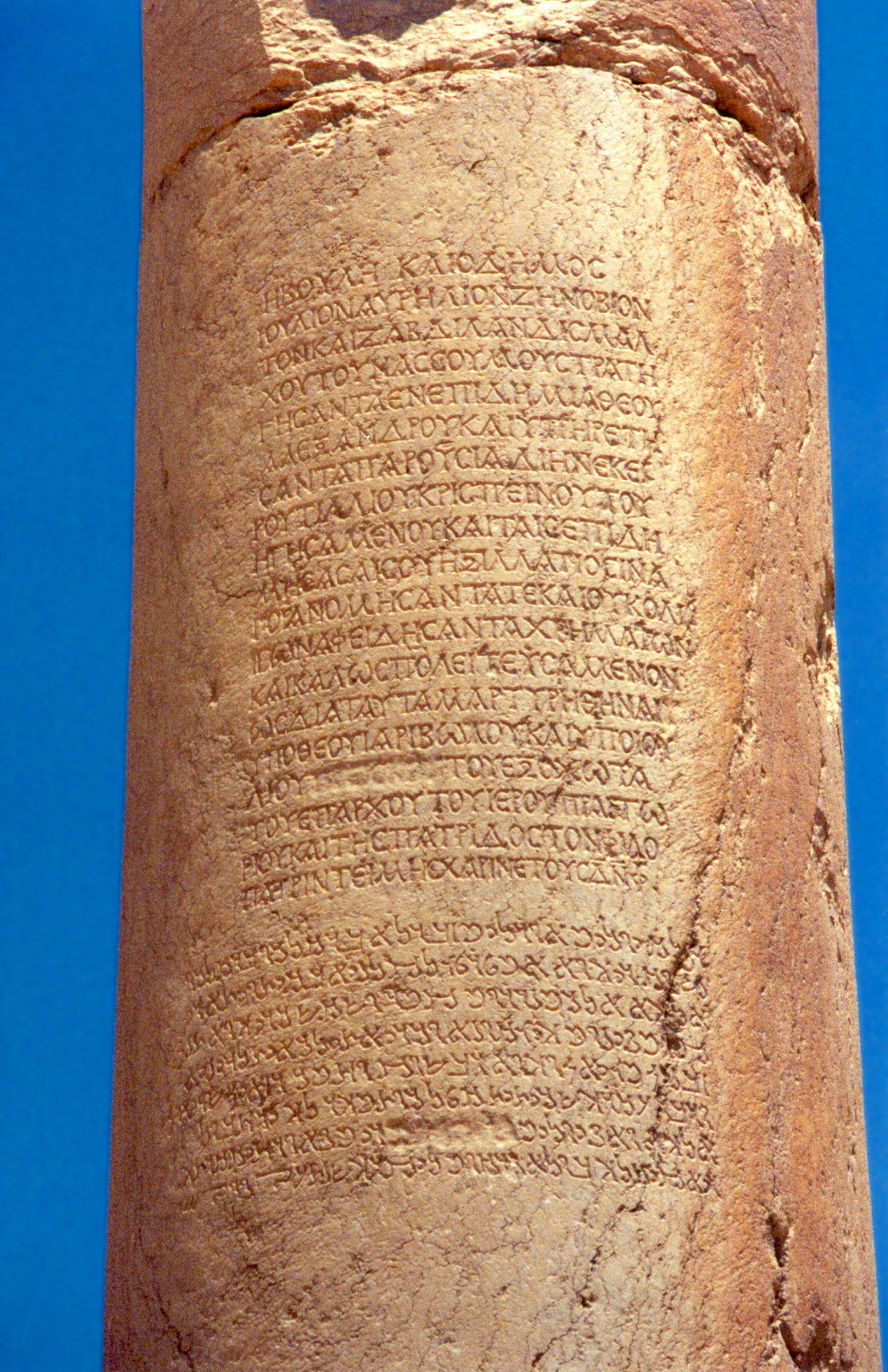
Une inscription dédicatoire sur l'une des colonnes.
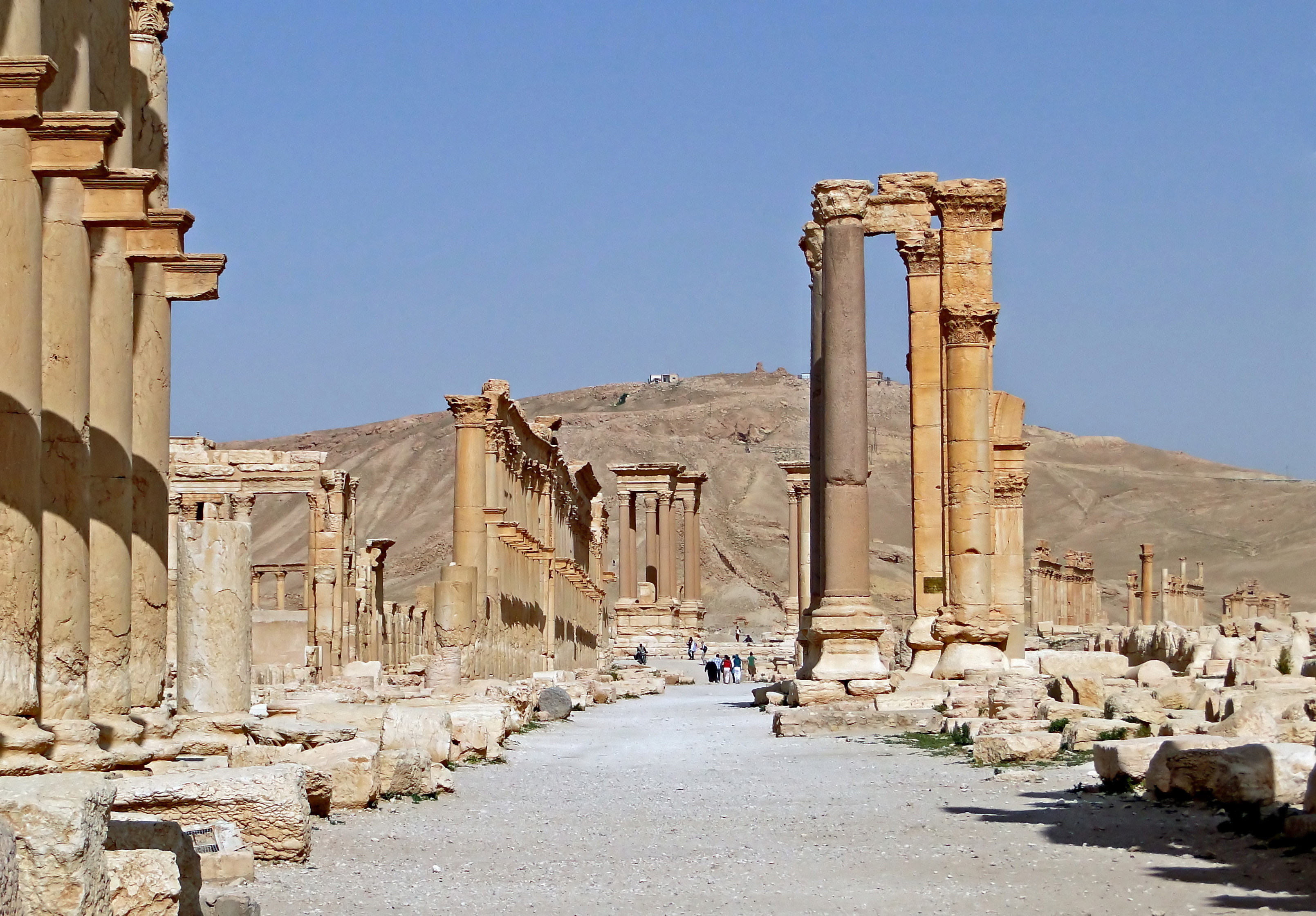
La section centrale de la colonnade avec au fond, vers l'ouest, l'arc tétrapyle.
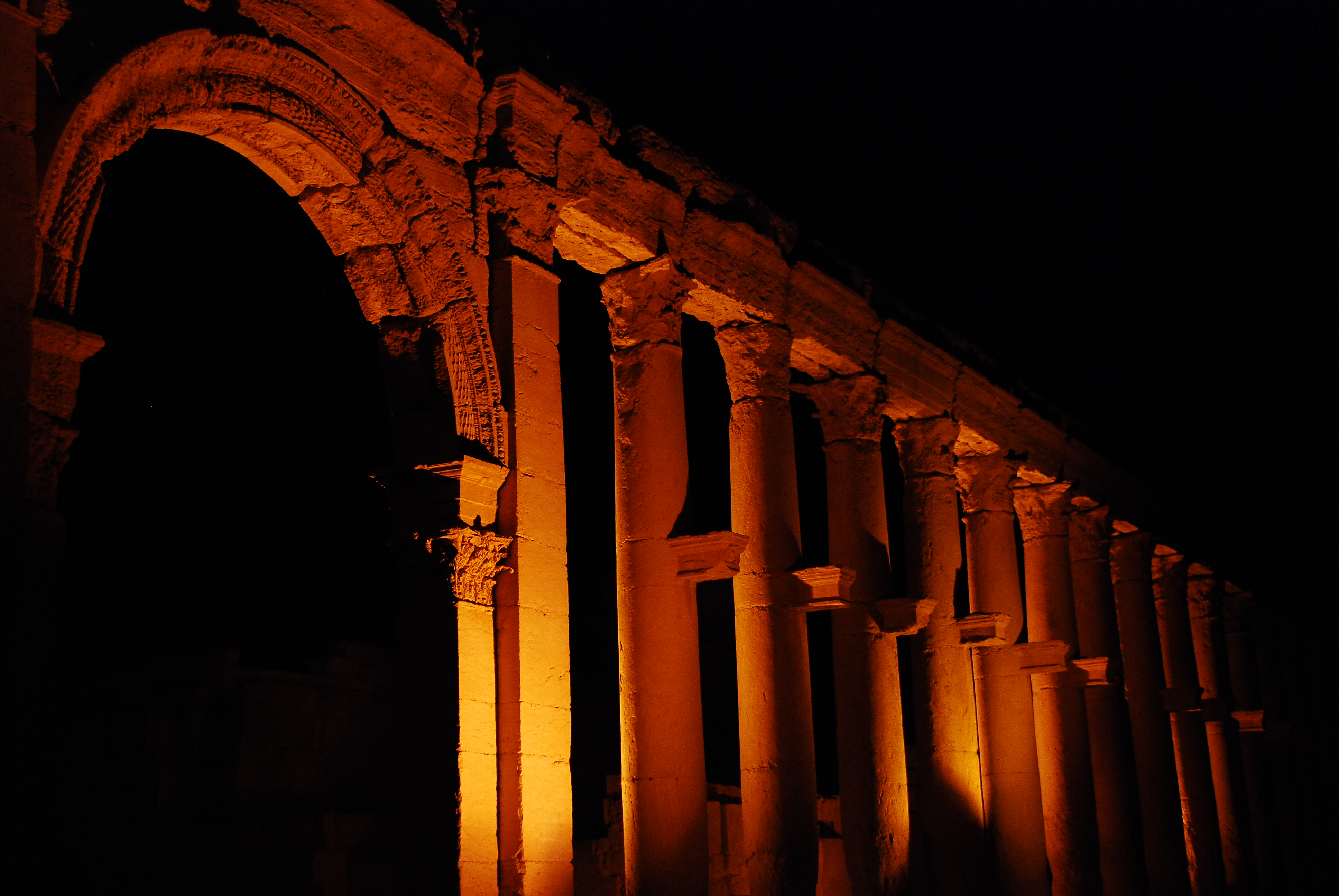
Une partie de la grande colonnade la nuit.
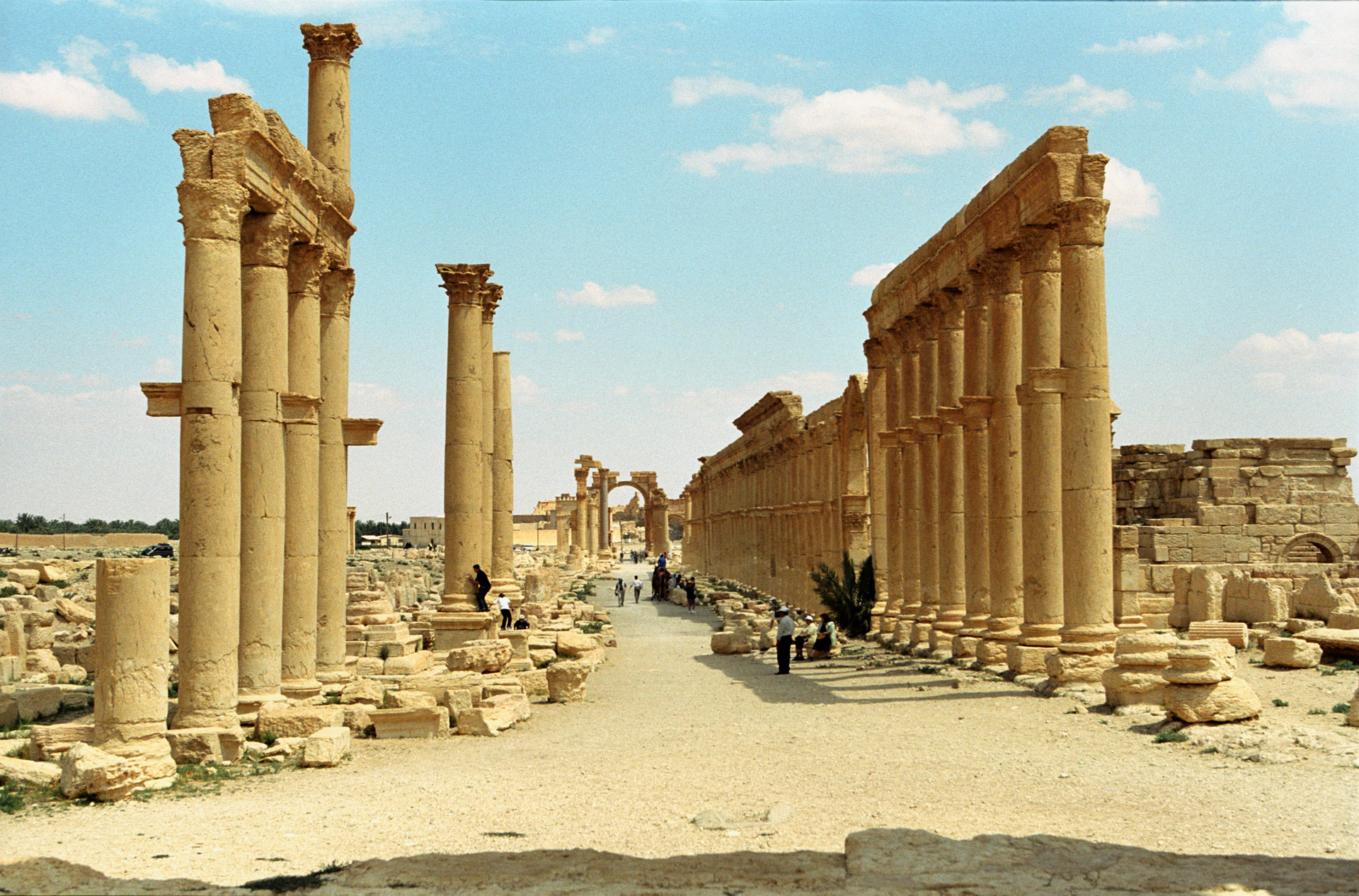
La section centrale de la colonnade avec, vers l'est, la porte monumentale.